# اوسکار آلبرتو اورتیز
اوسکار آلبرتو اورتیز (انگلیسی: Oscar Alberto Ortiz؛ زادهٔ ۸ آوریل ۱۹۵۳) یک بازیکن فوتبال اهل آرژانتین است.
از باشگاه‌هایی که در آن بازی کرده‌است می‌توان به سن لورنزو، اتلتیکو هوراکان، ریور پلاته، باشگاه فوتبال گرمیو و اتلتیکو ایندپندینته اشاره کرد.
وی همچنین در تیم ملی فوتبال آرژانتین بازی کرده‌است.